# Castell del Regomir
El castell del Regomir va ser l'antic castell episcopal bastit a l'alta edat mitjana sobre la muralla romana de Barcelona, a l'indret d'una de les quatre antigues portes de la ciutat, dita portal del Regomir, que era la més pròxima al mar. Al l'interior d'una de les torres s'hi va construir una capella dedicada a Sant Cristòfor, enderrocada el 1862 i reconstruïda al nou edifici (vegeu capella de Sant Cristòfor).
El barri del Regomir, format a la part de fora del portal, havia estat el primer barri mariner on radicaven les primitives drassanes (Fusteria Vella). El nom de Regomir sembla que és el d'una antiga séquia derivada del rec Comtal (reg de Mir o de Miró, un dels comtes de Barcelona), encara que hom havia afirmat que provenia d'un fabulós rei Gamir.
També se l'anomenava castell episcopal, ja que es trobava sota la jurisdicció del bisbe de Barcelona. La primera referència documental data de l'any 1015. L'any 1148, Ramon Berenguer IV, comte de Barcelona, era el veguer de la ciutat i senyor d'aquest castell i Guillem Pere de Sarrià el seu castlà. Pels volts de 1175 n'era senyor Ramon Berenguer, degà de la Seu barcelonina; l'any 1208 ho seguia sent, però estava regit en feu per Berenguer de Barcelona. Aquest era un castell que estava fortificat, però no era termenat.
A finals del segle xiii consta la construcció de la Casa Dusai sobre el castell del Regomir.